# Leila Lindholm
Leila Mariana Johanna Lindholm, född 21 juni 1975, är en svensk kock. Hon är främst känd för att ha varit programledare för en rad TV-program om matlagning, som Leilas mat, Leila bakar, Leila på landet, Leilas jul, Leilas home delivery, Leila bakar i Frankrike och Leilas söta jul. 
Leila Lindholms far är marockan. Hon är dock inte uppvuxen med honom.  Sitt efternamn har hon från sin styvfar, journalisten Stephen Lindholm.
Lindholm bestämde sig vid fjorton års ålder att bli kock och började på restaurangskola. Hon har arbetat på restauranger som Operakällaren i Stockholm, Aquavit i New York, Melker Anderssons Restaurangen, Fredsgatan 12 och Ulla Winbladh i Stockholm. Leila Lindholm driver bokförlaget Walter and Books.
Genom åren har Lindholm, hennes böcker och program, tagit emot flera utmärkelser bland annat Årets Kvinnliga Kock 1999, Årets TV4 kock 2004, flera nomineringar i Gourmand Cookbook Awards, pristagare i Årets Svenska måltidslitteratur 2008 och Gastronomiska Akademiens silvermedalj 2009. Lindholms förlag Walter and Books vann med sin första bok One more slice Svenska Publishing-PrisetSvD tipsar om de godaste recepten Leila i Mama Lindholm vann 1999 kocktävlingen Wilhelmina. År 2004 medverkade hon i TV4:s underhållningsprogram Fångarna på fortet. I mars 2012 slog Lindholm upp portarna för en egen konceptbutik.
Leila Lindholm var sommarpratare i radioprogrammet Sommar i P1 på Sveriges Radio P1 den 16 juli 2015.